# مينورو موراياما
مينورو موراياما (باليابانية: 村山実؛ بالكانا: むらやま みのる) هو لاعب كرة قاعدة ياباني، ولد في 10 ديسمبر 1936 في أماغاساكي في اليابان، وتوفي في 22 أغسطس 1998 في اليابان.

## وصلات خارجية
- مينورو موراياما على موقع الدوري الياباني لكرة القاعدة (الإنجليزية)
- مينورو موراياما على موقعبيزبول رفرنس.كوم (الدوري الثانوي) (الإنجليزية)